# Jacob Richard Clarke
Jacob Richard Clarke fue un importante librero y editor de música en Sídney en la segunda mitad del siglo XIX.

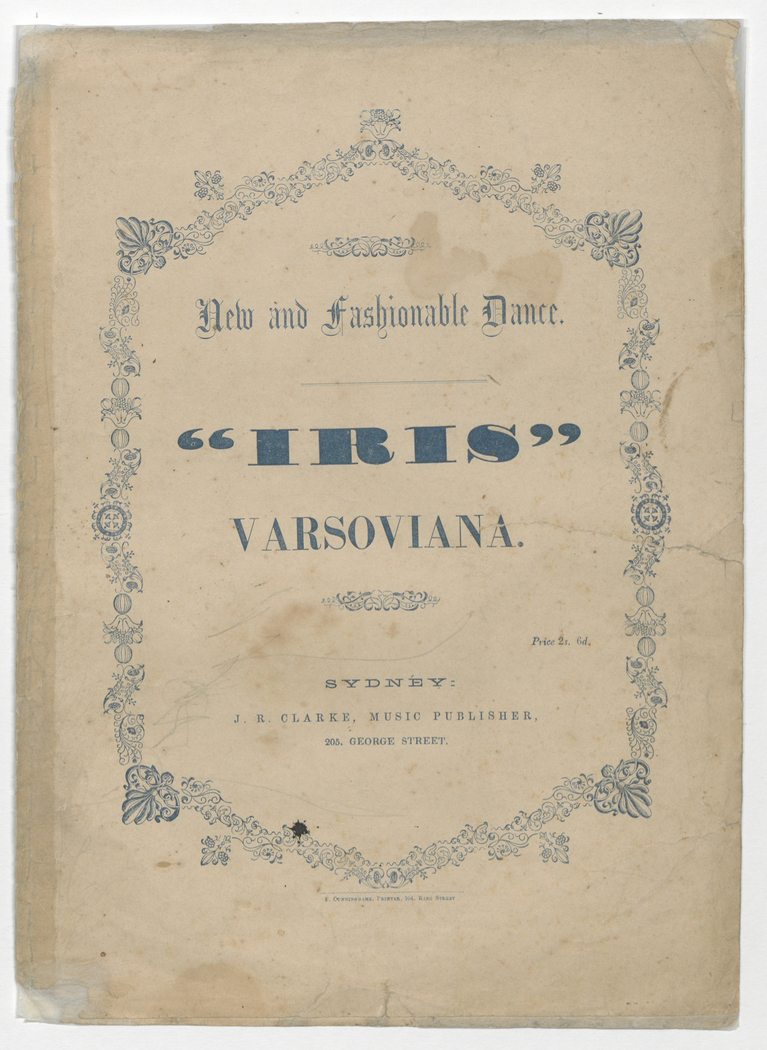
Iris varsoviana, 1857-1864, partitura impresa por J. R. Clarke

Nacido en Inglaterra en 1822, Clarke estudió arquitectura eclesiástica en Taunton, Somerset. Abandonó Inglaterra a los veinte años y, tras vivir un tiempo en Nueva Zelanda, se instaló en Sídney hacia 1853. Durante los siguientes 40 años, Clarke se estableció como un importante librero, papelero y editor de música en Sídney. En sus primeros años en Sídney se asoció con William Prout Woolcott y juntos publicaron piezas musicales escritas en la Colonia, especialmente la obra de los pianistas Boulanger y Henry Marah. Esta sociedad se disolvió en 1856 de mutuo acuerdo.
Ese mismo año Clarke publicó una serie de seis vistas litográficas de Sídney realizadas por F C Terry y tituladas "Australian Keepsake". En 1858 publicó Richard Rowe, alias Peter Possum's Portfolio, dedicado a Nicol Stenhouse, y en 1859 publicó algunas de las primeras fotografías de exteriores de Sídney, recopiladas por el fotógrafo William Hetzer. Los "Álbumes musicales australianos" de Clarke, publicados en 1857 y 1863, ponían de relieve sus habilidades técnicas y fue uno de los primeros editores australianos en producir música con ilustraciones en color como frontispicio. Entre sus mecenas se encuentran Sir Alfred Stephen y el obispo Alfred Barry.
En las décadas de 1850 y 1860, el "Music Hall" de Clark era el lugar de residencia de muchos de los artistas musicales y dramáticos de la época, y entre los que frecuentaban su establecimiento se encontraban Lucy Escott, Catherine Hayes, Madame Anna Bishop, Marie Carandini, Rosalie Durand, los hermanos Lyster, Rosalie Durand y GV brookes.
El exitoso negocio de Clarke se dirigía desde un establecimiento en Hunter Street. Sin embargo, en 1864 Clarke tuvo problemas con la ley y se declaró culpable de tres acusaciones de falsificación y fue condenado a cuatro años en la cárcel de Darlinghurst. Al salir de la cárcel, Clarke parece haber vuelto a los negocios y, entre 1869 y 1873, se anunció como vendedor de libros y música, y depósito de fotografías en el número 23 de Hunter Street Sydney. En 1875 ya tenía un local en el 317 de George Street, pero en 1879 sobreabasteció su tienda de fotografías en previsión de la demanda de la inauguración de la Exposición Internacional de Sídney. En mayo de 1880 la falta de ventas le llevó a la quiebra y una segunda insolvencia en 1885 le arruinó por completo.
Durante un tiempo fue empleado de bajo nivel del Gobierno y trasladó su repositorio de arte a Pitt Street, cerca de Bridge Street, en Sídney. Cuando murió en Woolloomooloo el 12 de julio de 1893, su segunda esposa, Emma, se vio obligada a vender algunos de sus papeles para pagar el funeral. Clarke tuvo cinco hijos y dos hijas de su primera esposa Louisa Hughes. Tras la muerte de ésta, se casó con Emma Jones (viuda del capitán W S Jones), de soltera Gater, el 10 de abril de 1862. Ella le sobrevivió con cuatro hijos y dos hijas. Emma murió en 1929.
Uno de sus hijos, John William Richard Clarke, siguió a su padre en el negocio de la venta de libros. Su negocio de librerías, papelerías y editoriales de música se dirigía desde las tiendas 5 y 6 del edificio del mercado de Sídney, en la calle George. Parece que también tenía un gran interés en la protección de los animales, las aves y los árboles autóctonos.

## Publicaciones
- J. R. Clarke cartas de ciudadanos y visitantes notables; con nota explicativa mecanografiada por C. H. Bertie y nota necrológica de J. R. Clarke, 1856-1893 Biblioteca Estatal de Nueva Gales del Sur A 2381 Sydney University, 1869-1873, por Walter Chaffer, publicado por JR Clarke, vendedor de libros y música, depósito de fotografías, 23 Hunter Street Sydney, SPF/456  Poemas y canciones, por Henry Kendall, Sydney : J. R. Clarke ; Londres : Sampson Low, Son, and Marston 1862, State Library of New South Wales DSM/A821/K  Mapa de la porción del noreste de Australia, que comprende los distritos de la bahía de Moreton y Port Curtis y que indica especialmente los campos de oro, J.R. Clarke Publisher, 1858, State Library of New South Wales Z/MC 842/1858/1  Vistas de Australia y de las islas Fiyi, 1860-1877, publicado por JR Clarke, J. Paul Getty Museum, 84.XA.1515  Mapa de las colonias de Nueva Gales del Sur y Queensland, con indicación de las ciudades postales, estaciones y carreteras. 1860, J.R. Clarke, editor, Sydney, State Library of New South Wales, DSM/MC 805gmd/1860/1  Berncastle, Julius The Revolt of the Bengal Sepoys / by Dr. Berncastle. J. R. Clarke, 1857, State Library of New South Wales DSM/042/P245  "Iris" varsoviana [música] : baile nuevo y de moda. Sydney : J. R. Clarke, entre 1857 y 1864, Biblioteca Estatal de Nueva Gales del Sur ARCHIVO DE MÚSICA/IRI  Trovatore. Ai nostri monti. Partitura vocal. Inglés e italiano, Giuseppe Verdi, arreglado para voz y piano por L. H. Lavenu, State Library of New South Wales online MUSIC FILE/VER  Home sweet home, cantada por la señorita Catherine Hayes, música de Henry R. Bishop, letra de J. H. Payne, Sydney : J. R. Clarke, 185-, F. Cunninghame, impresor, State Library of New South Wales MUSIC FILE/BIS  Barco auxiliar de vapor y vela no identificado, entre 1860 y 1880, publicado por J. R. Clarke, carte de visite, State Library of New South Wales SHIPS FILE/56  Barco clíper no identificado, publicado por J. R. Clarke, 1860, State Library of New South Wales SHIPS FILE/55